# Kobus megaceros
El cobo del Nilo, cobo de Mrs Gray o lechwe del Nilo (Kobus megaceros) es una especie de antílope africano presente en ciertas regiones del Sudán del Sur. Posee una altura en la grupa superior a la de la cruz y un claro dimorfismo sexual. Especie ligada a los humedales, vive en manadas compuestas por unos 30-50 individuos.

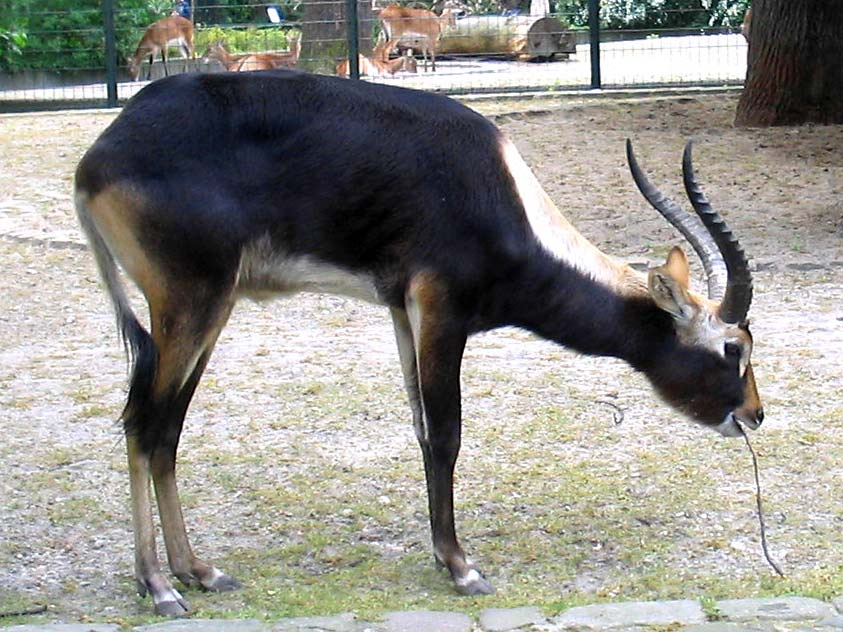
Macho
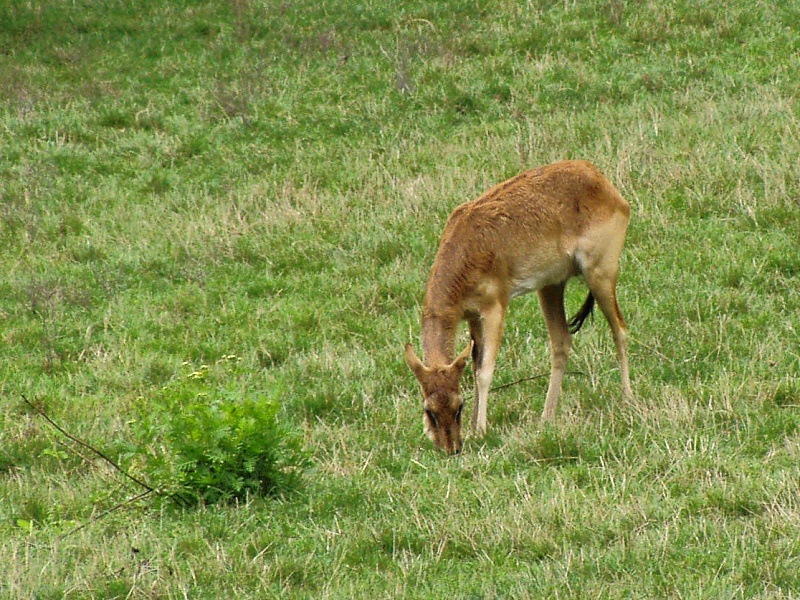
Hembra